# ماثيو هول (ملاكم)
ماثيو هول (بالإنجليزية: Matthew Hall)‏ مواليد 5 يوليو 1984 في مانشستر، هو ملاكم محترف بريطاني يصنف ضمن فئة الوزن المتوسط.

## إحصائيات
خاض خلال مسيرته 33 نزالا، فاز في 26 وخسر في 7. فاز بالضربة القاضية في 16 نزالا.

## روابط خارجية
- ماثيو هول على موقع بوكس ريك (الإنجليزية) (registration required)